# Pristimantis eugeniae
Pristimantis eugeniae es una especie de anfibio anuro de la familia Craugastoridae.

## Distribución
Esta especie es endémica de Ecuador. Habita en las provincias de Pichincha y Cotopaxi entre los 1.700 y 2010 m de altitud en la Cordillera Occidental.

## Descripción
Los machos miden de 25.2 a 26.0 mm y las hembras de 30.5 a 37.6 mm.

## Etimología
Esta especie lleva el nombre en honor a Eugenia María del Pino Veintimilla (1945-).

## Publicación original
- Lynch & Duellman, 1997 : Frogs of the genus Eleutherodactylus (Leptodactylidae) in western Ecuador: systematics, ecology, and biogeography. Special Publication, Natural History Museum, University of Kansas, n.º 23, p. 1-236[5]